# Den højere Dannelsesanstalt for Damer
Den højere Dannelsesanstalt for Damer, 1861 ändrad till Femmerske Kursus til Uddannelse af Skolelærerinder, från 1885 känd som Femmers Kvindeseminarium, var en högskola för kvinnor i Köpenhamn i Danmark, grundad 1846 och stängd 1937. Den var den första högskolan öppen för kvinnor i Danmark. 

## Historia

### Grundande
1845 upprättade Köpenhamns skoldirektion en ny skolmyndighet som skulle kontrollera utbildningen för privatlärare i Köpenhamn. De flesta privatskolor i Köpenhamn drevs av kvinnor, och för att möta detta behov öppnade Annestine Beyer 1846, tillsammans med Emil Bojsen, Den højere Dannelsesanstalt for Damer för att utbilda kvinnliga lärare. 

### Verksamhet
Skolans personal bestod av manliga akademiker. Den delade länge lokal med Døtreskolen af 1791. Detta var den första akademiska yrkeshögskolan öppen för kvinnor i Danmark.  Fram till 1860-talet var de flesta av Danmarks kvinnliga reformpedagoger förutvarande elever där, bland dem Natalie Zahle. 
1859 fick kvinnor i Danmark rätt att avlägga examen som lärare. 1861 omorganiserade Beyer sin undervisning på förfrågan från Emma Holmsted och Hedvig Rosing, för att göra det möjligt för dem att ta examen enligt lagen från 1859. I samarbete med Nicolai Femmer och Godfred Bohr kunde hon öppna en examenskurs för kvinnor, vilket var första gången kvinnor kunde avlägga examen i Danmark. Där upprättades också år 1901 ett folkskoleseminarium, Kbh.s Forskoleseminarium på initiativ av Kirstine Frederiksen och Emilie Jansen.
Där undervisade kända lärare som Augusta Fenger, Ida Emilie Rambusch och Marie Lønggaard.  En rad kända personer blev utbildade där, bland dem Elise Femmer och Louise Westergaard.

### Upphörande
Skolan stängde 1937, och dess folkskoleseminarium, Kbh.s Forskoleseminarium, stängde 1938.